# Малый Сухаревский переулок
Ма́лый Су́харевский переулок — небольшая улица в центре Москвы между Цветным бульваром и Трубной улицей. Расположен в Мещанском районе города.

## Происхождение названия
Малый Сухаревский переулок, так же как и Большой Сухаревский переулок, получил своё современное название в 1907 году по соседней Сухаревой башне, разобранной в 1934 году. Старое название переулка — Малый Колосов переулок — происходило от находившейся на этом месте в конце XVIII — начале XIX веков шёлкового производства купца Панкратия Колосова.

## Описание
Малый Сухаревский переулок начинается от Цветного бульвара напротив здания Московского цирка на Цветном бульваре, проходит на восток до Трубной улицы, переходя за ней в Большой Сухаревский.

## Здания и сооружения
По нечётной стороне:
- № 3 — Центральный комитет КПРФ;
- № 9 — Доходный дом купца Арбузова («Арбузовская крепость»)[1]; перестроен в 1904 году, архитектор М. А. Фелькнер.

По чётной стороне:
- № 6 — Административно-учебное здание (начало 1930-х годов)[2], ныне — Московский Педагогический Государственный Университет. Факультет педагогики и психологии; журнал «Развитие личности».

## В литературе
Самым страшным был выходящий с Грачёвки на Цветной бульвар Малый Колосов переулок, сплошь занятый полтинными, последнего разбора публичными домами. Подъезды этих заведений, выходящие на улицу, освещались обязательным красным фонарём, а в глухих дворах ютились самые грязные тайные притоны проституции, где никаких фонарей не полагалось и где окна завешивались изнутри.
— В. Гиляровский, Москва и москвичи

Колосов переулок тянется от Грачовки влево; он плотно набит всевозможными бедняками. С утра до вечера и с вечера до следующего утра не смолкает в нём людской гомон, не смолкает длинная, длинная песня голода, холода и прочих нищенских недугов. Из кабака-ли вырывается та песня в виде разухабистого жги говори, сопровождаемая воплями гармоники или визгом скрипки, или просто несётся она откуда нибудь из-под крыши старого, покосившегося деревянного дома, или, наконец, поёт её какой нибудь оборванец, сидя на тумбе, - всегда она горький плач, всегда она нытьё погибшей человеческой души.
Арбузовская крепость стоит на самой средине Колосова. Это старый, деревянный дом в два этажа, грязный и облупленный снаружи до того, что резко отличается даже от своих собратий, тоже невообразимо грязных и ободранных. К дому справа и слева примыкают два Флигеля, которые тянутся далеко в глубину двора; и дом и флигеля разбиты на множество мелких квартир, в которых громоздятся сотни различных бедняков. Впрочем, и в Арбузовской крепости существует известная градация квартир, подобная той, какая существует, во всех домах. Так, например, в квартирах дома, окнами на улицу, живут бедняки побогаче, по преимуществу женщины, у которых есть всё: и красные занавески, и некоторая мебель, и кое-какая одежда, а главное — подобные жильцы постоянно находятся в ближайшем общении с разными кабаками, полпивными и проч., куда сносятся ежедневно скудные гроши, приобретаемые этими несчастными за распродажу собственной жизни... Им завидуют все без исключения арбузовские квартиранты; их называют довольными и счастливыми. Ко второй категории принадлежат жители того же дома, но только частей его более удалённых от улиц: — окна на двор. Тут обитает нищета помельче: из трёх дней у неё только два кабацких и один похмельный, на пять, на шесть дней такому жильцу непременно выпадает один голодный. 
— М.А. Воронов, Болото: Картины петербургской, московской и провинциальной жизни